# Червене вино (фестиваль)
«Червене вино» — щорічний винний фестиваль, який з 1996-го року проходить у місті Мукачеві (Закарпатська область) напередодні Старого Нового року та дня святого Василя.

## Історія
Фестиваль «Червене вино» в Мукачеві було започатковано у 1996 році.
Широке висвітлення у загальнодержавних та міжнародних ЗМІ фестиваль отримав у 2008 році, коли гостями стали чинні на той час президент України Віктор Ющенко та президент Угорщини Ласло Шойом.
У 2010 році фестиваль вийшов на рівень відвідуваності у 50 тисяч гостей, що вивело його до числа наймасовіших винних фестивалів України. Того ж року на відкритті фестивалю відбулася презентація пісню «Вінко червеноє» закарпатського рок-гурту Rock-H, яка стала неофіційним гімном фестивалю.
У 2016 році фестиваль відбувся 13-17 січня у міському парку «Перемога».

## Концепція
У мукачівському фестивалі «Червене вино» беруть участь як приватні винороби, так і знані фірми, що презентують вина під власними торговельними марками.
На заході пропонується вино біле, червоне, рожеве; гаряче та холодне; з корицею та медом; з пляшки, бочечки, діжки, термоса.
Найкращих серед виноробів-аматорів визначає журі, яке складається з висококваліфікованих фахівців виноробства. Найкращі вина визначаються у номінаціях — найкраще червоне, біле та десертне.